# Construcció social de la ciència i la tecnologia
La construcció social de la ciència i la tecnologia és un concepte que sorgeix dels actuals estudis de Sociologia del coneixement científic que consideren la ciència i la tecnologia com a construïdes i configurades pels elements socials, en contra de la visió tradicional que veia l'evolució d'aquestes dues disciplines com a totalment autònoma. Aquesta teoria, també anomenada constructivisme social, fa dependre el coneixement de la realitat natural i la seva aplicació tecnològica del context on es desenvolupen.
La tesi de la visió tradicional del coneixement científic era que aquest evolucionava independentment dels interessos polítics, socials o econòmics i que la investigació científica era neutral, en quant la realitat era quelcom que es trobava “allà fora” i els científics tan sols es limitaven a descobrir-la. També la tecnologia evolucionava de forma lineal i inexorable i cada nova aplicació tecnològica produïa uns impactes damunt de la societat, la qual rebia aquest nou invent de forma passiva i sense possibilitats d'intervenir-hi en la seva configuració.
Tot i que els mètodes aplicats són similars, (estudis de cas, de laboratori, anàlisi de controvèrsies, etc.) tant en la ciència com en la tecnologia s'han aplicat programes diferents per a investigar la manera com es construeix socialment el coneixement científic i l'evolució de la tecnologia.

## Construcció social de la ciència
La sociologia clàssica del coneixement considerava que el coneixement científic era l'únic que no estava sotmès a les variacions socioculturals a les quals estan subjectes altres institucions com la religió, la política, el dret o l'art. Per tant, la ciència era l'únic camp de coneixement que escapava a les anàlisis dels sociòlegs del coneixement, centrant-se aquests únicament en la investigació de les relacions organitzatives i socials entre científics. Així mateix, es considerava que les causes socials estaven al darrere de la generació de coneixement científic deficient o erroni, essent immune el coneixement verdader a qualsevol tipus de manipulació social.
La principal conseqüència de les sociologies de la ciència que van adoptar la concepció heretada dels fundadors de la Sociologia clàssica del coneixement –Durkheim, Marx, Mannheim– era que centraven els seus estudis en la naturalesa i en l'estructura del coneixement científic. La visió tradicional de la sociologia de la ciència era asimètrica; considerava que les ciències socials tan sols podien donar compte dels errors en ciència, ja que aquests serien produïts per causes externes que actuarien en contra de la racionalitat del mètode científic. El coneixement verdader, al contrari, tan sols era atribuïble a causes lògiques i naturals. Aquesta tesi és la que ha estat anomenada sociologia de l'error, que a més considerava la generació de coneixement científic correcte com una caixa negra l'obertura de la qual no aportaria res a l'estudi sociològic, visió que ha estat posada en qüestió pels sociòlegs del constructivisme

## El Programa Fort en Sociologia del Coneixement Científic
El Programa Fort constitueix un ambiciós projecte emmarcat en la Sociologia del Coneixement Científic (SCC) desenvolupat a finals dels anys seixanta a la Unitat d'Estudis de la Ciència de la Universitat d'Edimburg, pels historiadors i sociòlegs Barry Barnes, David Bloor, David Edge, Donald MacKenzie i Steven Shapin com a principals integrants d'allò que es va anomenar l'Escola d'Edimburg. Aquest programa va sorgir com una alternativa més radical i crítica cap a l'enfocament asimètric del tractament sociològic tradicional de la ciència defensat per Robert King Merton. En Merton afirmava que el corpus teòric de la ciència es mantenia neutral del context social on es desenvolupava, però, si els factors socials hi arribaren a penetrar havien de ser considerats com a elements que desnaturalitzaven el seu correcte funcionament. D'aquesta manera restringia l'aplicació de l'estudi sociològic només a les teories falses (Sociologia de l'error). Com a resposta el Programa Fort es postula formulant que tant les teories falses com les veritables estan condicionades per factors socials per la qual cosa s'han de tractar des dels mateixos principis. Amb aquest programa pretenien obrir la caixa negra de la ciència a la investigació social

### Supòsit teòric
El supòsit bàsic de les perspectives teòriques del Programa Fort consisteix a sostenir que tot
coneixement humà està determinat socialment per què s'impregna de components socioculturals en el seu procés de formació. Coneixements que es transmeten de forma intergeneracional com a part inherent de la mateixa cultura, de tal forma que tot allò que es considera coneixement en un moment concret està mediatitzat per l'entorn de la societat on es genera. Des del punt de vista del Programa Fort el coneixement científic constitueix un sistema de creences articulat que canvia i evoluciona desenvolupant-se i transformant-se activament segons la comunitat que l'elabora i els diferents contextos socials i culturals en els quals aquesta comunitat està immersa. Des d'aquest posicionament la ciència es desenvolupa com a qualsevol altra institució social, i els seus resultants seran el producte de l'elaboració d'uns individus que es troben en el marc definit d'una comunitat científica, amb una configuració i unes relacions concretes, que definiran el caràcter i la naturalesa del coneixement resultant. El Programa Fort pretén concretar els estudis empírics a l'anàlisi del coneixement científic i en especial, a les ciències formals – matemàtiques, lògica, física, química, biologia i geologia principalment – ja que en oposició a les ciències socials i humanes, aquestes eren les que es consideraven objectives per la seva independència respecte del context social. Des d'aquesta
perspectiva el Programa Fort afirma que el coneixement científic ha de ser susceptible d'un abordatge en termes de categoria sociològica. En paraules del mateix David Bloor. “... tot coneixement, ja sigui en les ciències empíriques i inclús les matemàtiques, s'ha de tractar,
de principi a fi, com un assumpte a investigar.” (Bloor, D. 2003:33)

### Principis metodològics
L'enfocament metodològic donat des de la sociologia del coneixement científic per l'abordatge de la ciència ha d'estar basat en els mateixos principis atribuïts a qualsevol altra disciplina científica. Per això la metodologia del Programa Fort té una clara propensió empírica amb l'objectiu principal de fer una exploració sociològica dels coneixements científics, en especial de les ciències naturals i formals, mitjançant l'anàlisi i l'estudi de dades sobre pràctiques reals del procés íntegre de la producció científica. Els quatre principis fonamentals pels quals es regeix el Programa Fort són: 
1. Causalitat. La SCC ha d'explicar els fenòmens des d'una perspectiva científica, definint les causes i condicions que donen joc al coneixement científic.
2. Imparcialitat. Els objectes d'estudi han de ser triats amb imparcialitat respecte a la veritat i falsedat, la racionalitat i la irracionalitat, l'èxit o el fracàs, ja que aquestes categories formen una part inherent del fenomen, però no l'expliquen.
3. Simetria. Totes les teories científiques han de ser tractades d'igual forma, els mateixos tipus de causes han d'explicar tant les creences falses com les verdaderes, ja que ambdues poden estar condicionades per factors o condicions socials.
4. Reflexivitat. Els mateixos patrons d'explicació que han de servir per a l'SCC han de servir també i ser autoaplicable a l'anàlisi d'ella mateixa.

### Conseqüències teòriques
Algunes de les conseqüències teòriques més importants del programa Fort són les següents:
- Constructivisme social, en quant tot coneixement, inclòs el científic, es produeix en un context social impregnat pels diferents interessos, que acaben configurant-lo de manera significativa.
- Relativisme, s'estableix que no hi ha criteris universals i absoluts que garanteixin la veritat o la racionalitat del coneixement, que seran sempre relatius a comunitats, èpoques o contexts socials concrets.
- Empirisme, per la metodologia emprada en estudiar el nucli mateix del coneixement científic (estudis de cas, de laboratori, anàlisi de controvèrsies, anàlisi del discurs, etc.)[4]

### Crítiques
La concepció sociològica de la ciència del Programa Fort han rebut nombroses crítiques que manifesten una preocupant infravaloració vers els aspectes intel·lectuals del coneixement científic. Aquestes crítiques es basen en el seu relativisme i antirealisme i perquè propicia una dissolució en els límits existents entre les que es consideren ciències i les pseudociències.

## Teoria de l'Actor-Xarxa (Actor-Network Theory)
Desenvolupada a la dècada de 1980 per Bruno Latour, Michael Callon i John Law, el punt de partida metodològic d'aquest corrent és l'anàlisi de la ciència i la tecnologia en acció, en referència als processos col·lectius d'elaboració de fets científics i artefactes tècnics, a diferència de l'anàlisi tradicional en què el punt de partida són fets i artefactes ja elaborats. La Teoria de l'actor-xarxa estudia la ciència i la tecnologia, que passen a conèixer-se com a tecnociència per la seva impossibilitat de distingir-les tant metodològicament com institucionalment.
Darrere de l'estudi de qualsevol controvèrsia és apreciable que tot projecte d'enginyeria està constituït per una associació d'elements heterogenis, la identitat i relació dels quals es transforma en problemàtica un cop que esclata la polèmica. Aquestes associacions es mantindran estables solament si les diferents entitats involucrades (que poden ésser humanes o no humanes,
individuals i col·lectives) accepten els rols assignats pels enginyers.
Des de la perspectiva de l'actor-xarxa, el destí d'un projecte tecnològic depèn de tres factors interrelacionats: en primer lloc de la capacitat del projecte per a construir i mantenir una xarxa global que proporcioni els recursos necessaris, dins d'un espai de negociació. En segon lloc, la capacitat del projecte per a construir una xarxa local que utilitzi els recursos proporcionats per la xarxa global per oferir als actors situats en aquesta una sèrie de recompenses materials, econòmiques, culturals o simbòliques. El tercer factor, que se superposa als dos anteriors, és la capacitat del projecte per a imposar-se a si mateix com un punt de pas obligat per a tota comunicació (o intercanvi d'intermediaris: diners, artefactes, personal, disposicions legals, etc.) entre ambdues xarxes.

## Construcció social de la tecnologia
De la mateixa manera que la ciència, la visió tradicional de la tecnologia també considerava que aquesta tenia un desenvolupament totalment autònom. Es creia que la innovació tecnològica produïa canvis socials al llarg de la història, però els homes no podien actuar damunt d'aquests canvis, sinó tan sols limitar-se a rebre'ls de forma passiva. Aquesta tesi ha estat anomenada determinisme tecnològic.
Els primers estudis socials sobre tecnologia, per tant, van anar encaminats a analitzar els impactes que la innovació tecnològica causava damunt de la societat a fi de preveure les conseqüències negatives. Aquests estudis anomenats d'Avaluació de Tecnologies, van conduir l'any 1972 a la fundació de la primera agència governamental als Estats Units, l'Office of Technology Assessement (OTA), induïda per certs moviments socials i ecologistes preocupats per l'impacte de certes tecnologies sobre el medi ambient i els drets socials dels ciutadans. Posteriorment, governs d'altres països van procedir a la creació de les seves pròpies oficines d'Avaluació de Tecnologies.
A partir dels anys 80, però, aquest tipus d'estudis sobre impactes entren en crisi, ja que els informes han estat ineficients la major part de les vegades en no complir-se les prediccions ni haver influït sobre el disseny de la política científica i tecnològica dels governs, perquè l'impacte de certes tecnologies no ha estat el mateix en diferents contextos socioculturals. Per aquest motiu, hi ha un interès creixent en estudiar de quina manera els agents socials intervenen en l'avenç tecnològic. Llavors es passa a una Avaluació constructiva de les tecnologies, quan es considera que la innovació tecnològica en realitat no segueix una lògica autònoma pròpia, sinó que en realitat és producte d'una interacció entre diversos factors socials, econòmics i culturals. Per tant, la innovació tecnològica, de la mateixa manera que la ciència, també es construeix socialment.
Aquesta perspectiva constructivista, es dotarà de la mateixa metodologia que utilitza el programa Fort en Sociologia del coneixement (empirisme, l'anàlisi de tot el procés creatiu, l'anàlisi de controvèrsies i el principi de simetria, que atribueix tant l'èxit com el fracàs a factors socials) però ara aplicada a la innovació tecnològica.
La versió radical del constructivisme tecnològic va donar lloc a l'anomenat model SCOT, originat en l'estudi que els professors de Ciència i Tecnologia Trevor Pinch i Wiebe Bijke van dur a terme sobre la bicicleta. En analitzar aquest artefacte es van adonar que en l'adopció del disseny definitiu hi juguen diversos factors, com ara:
1. Grups socials rellevants (GSR): grup d'individus que tenen en comú la mateixa visió de l'artefacte, la qual és diferent en cada grup. Aquests grups cadascun amb els seus propis interessos, interaccionen dins d'una estructura que conforma un marc tecnològic, fet que marcarà el futur tant de l'artefacte com del grup social en qüestió.
2. Flexibilitat interpretativa: Un mateix artefacte no té el mateix significat o valor en contextos socioculturals diferents, és a dir, no existeix un únic artefacte, sinó diversos en virtut de la visió que d'ell en tenen els grups socials rellevants. Això donarà lloc a controvèrsies que es resoldran amb la imposició d'un model damunt dels altres, per la qual cosa la controvèrsia es clausurarà i donarà lloc a l'estabilització de l'artefacte en la versió que acabarà sent la definitiva.
3. Entramats o sistemes sociotècnics, xarxes on hi juguen i es barregen interessos, valors, coneixements i tota mena de factors socioculturals que provoquen el caràcter heterogeni de la tecnologia i la seva evolució multidireccional demostrant d'aquesta manera que la innovació tecnològica és un procés col·lectiu i que la tecnologia es troba configurada i construïda socialment.
S. H. Cutcliffe veu també en l'augment de l'interès per les publicacions de temes científics i tecnològics per part del públic en general aquesta necessitat d'entendre un procés en el qual es participa activament i no de manera passiva com es creia abans.
Finalment cal veure també com el gènere ha influït en la construcció de certes tecnologies, bàsicament de dues maneres:
1. Amb l'exclusió de la dona de la seva participació dins del desenvolupament científic i tecnològic.
2. Amb la perpetuació d'estereotips sexistes en el disseny per part dels homes dels artefactes considerats tradicionalment d'ús femení en detriment d'una major eficàcia.